# Christian Benítez
Christian Rogelio Benítez Betancourt (becenevén Chucho; Quito, Ecuador, 1986. május 1. – Doha, Katar, 2013. július 29.) válogatott ecuadori labdarúgó, csatár volt.

## Pályafutása

### El Nacional
Benítez 1997-ben került az El Nacional ifiakadémiájára, 2004-ben került fel az első csapathoz. Az évek során az ecuadori élvonal egyik legjobbjává nőtte ki magát. 2007 telén a Villarreal, nyáron pedig a Crvena Zvezda próbálta meg leigazolni.

### Santos Laguna
Annak ellenére, hogy európai csapatok is érdeklődtek iránta, 2007 júliusában a mexikói Santos Lagunához szerződött. Érkezése után a klub remekül teljesített és sorra verte a bajnokság legnagyobb csapatait. Nem sokkal később megkapta a legjobb, külföldön játszó ecuadori labdarúgónak járó díjat. 2008 portugál csapatok is vitték volna, de ő a maradás mellett döntött. Végül bajnok lett a Lagunával. Előtte mindössze három ecuadorinak sikerült megnyernie a mexikói bajnokságot.

### Birmingham City
2009. június 3-án a Birmingham City bejelentette, hogy leigazolta Benítezt. A vételárat nem hozták nyilvánosságra, de a sportsajtóban megjelent hírek szerint egy 6 és 9 millió font közötti összegről lehet szó. Az átigazolás végül július 7-ig elhúzódott, mivel az orvosi vizsgálatok során az orvosok térdsérülést fedeztek fel nála.

## Válogatott
Benítez 2006-ban sokak nagy meglepetésére került be az ecuadoriak világbajnoki keretébe. A torna előtti felkészülési meccseken azonban bebizonyította, hogy lehet számítani gyorsaságára és gólérzékenységére. A vb-n egyszer, a Németország ellen 3–0-ra elvesztett meccsen kapott lehetőséget.
2006 augusztusában, Peru ellen szerezte meg első gólját a nemzeti csapatban. A 2007-es Copa Américán az ecuadoriak minden mérkőzésén pályán volt, Chile ellen gólt is lőtt. Később, egy Salvador elleni barátságos találkozón duplázni tudott, csapata 5–1-re nyert.
Sokak szerint ő lehetett volna Augustín Delgado méltó utódja a válogatottnál. Egy Bolívia elleni vb-selejtezőn meg is kapta a legendás csatár egykori mezszámát, a 11-est. A találkozón remekül teljesített, és egy szép egyéni akció után gólt szerzett.

## Halála
2013. július 28-án új klubjában a katari El Jaish mutatkozott be és a klub közleménye szerint nem voltak egészségügyi panaszai a találkozót követően. Ezt követően gyomorproblémákkal szállították kórházba, ahol szívinfarktus végzett vele.

## Sikerei, díjai

### Klub
El Nacional
- Ecuadori bajnok: 2006

Santos Laguna
- Mexikói bajnok: 2008

Club América
- Mexikói bajnok: 2013 (Clausura)

### Egyéni
- Ecuadori Serie A legjobb játékosa: 2006
- Liga MX legjobb játékosa: 2008 (Clausura), 2012 (Apertura)
- Liga MX gólkirálya (4): 2010 (Apertura), 2012 (Clausura), 2012 (Apertura), 2013 (Clausura)

## Statisztika
| Teljesítmény     | Teljesítmény     | Teljesítmény     | Bajnokság  | Bajnokság | Klub       | Klub   | Ligakupa   | Ligakupa   | Nemzetközi    | Nemzetközi    | Összesen   | Összesen |
| Szezon           | Klub             | Bajnokság        | Mérkőzések | Gólok     | Mérkőzések | Gólok  | Mérkőzések | Gólok      | Mérkőzések    | Gólok         | Mérkőzések | Gólok    |
| Ecuador          | Ecuador          | Ecuador          | Bajnokság  | Bajnokság | Kupa       | Kupa   | Ligakupa   | Ligakupa   | Dél-Amerika   | Dél-Amerika   | Összesen   | Összesen |
| ---------------- | ---------------- | ---------------- | ---------- | --------- | ---------- | ------ | ---------- | ---------- | ------------- | ------------- | ---------- | -------- |
| 2004             | El Nacional      | Serie A          | 1          | 0         | N/A        | N/A    | N/A        | N/A        | -             | -             | 1          | 0        |
| 2005             | El Nacional      | Serie A          | 30         | 6         | N/A        | N/A    | N/A        | N/A        | -             | -             | 30         | 6        |
| 2006             | El Nacional      | Serie A          | 38         | 16        | N/A        | N/A    | N/A        | N/A        | ?             | ?             | 38         | 16       |
| 2007             | El Nacional      | Serie A          | 15         | 7         | N/A        | N/A    | N/A        | N/A        | ?             | ?             | 15         | 7        |
| Mexikó           | Mexikó           | Mexikó           | Bajnokság  | Bajnokság | Kupa       | Kupa   | Ligakupa   | Ligakupa   | Közép-Amerika | Közép-Amerika | Összesen   | Összesen |
| 2007–08          | Santos Laguna    | Primera División | 40         | 17        | N/A        | N/A    | N/A        | N/A        | -             | -             | 40         | 17       |
| 2008–09          | Santos Laguna    | Primera División | 20         | 14        | N/A        | N/A    | N/A        | N/A        | 8             | 4             | 28         | 18       |
| Anglia           | Anglia           | Anglia           | Bajnokság  | Bajnokság | FA Cup     | FA Cup | League Cup | League Cup | Európa        | Európa        | Összesen   | Összesen |
| 2009–10          | Birmingham City  | Premier League   | 30         | 3         | 5          | 1      | 1          | 0          | -             | -             | 36         | 4        |
| Mexikó           | Mexikó           | Mexikó           | Bajnokság  | Bajnokság | Kupa       | Kupa   | Ligakupa   | Ligakupa   | Közép-Amerika | Közép-Amerika | Összesen   | Összesen |
| 2010–11          | Santos Laguna    | Primera División | 35         | 20        | N/A        | N/A    | N/A        | N/A        | 4             | 1             | 39         | 21       |
| 2011–12          | América          | Primera División | 36         | 22        | N/A        | N/A    | N/A        | N/A        | -             | -             | 36         | 22       |
| 2012–13          | América          | Primera División | 43         | 30        | N/A        | N/A    | -          | -          | -             | -             | 43         | 30       |
| Összesen         | Ecuador          | Ecuador          | 84         | 29        | N/A        | N/A    | N/A        | N/A        | 0             | 0             | 84         | 29       |
| Összesen         | Mexikó           | Mexikó           | 174        | 103       | N/A        | N/A    | N/A        | N/A        | 12            | 5             | 186        | 108      |
| Összesen         | Anglia           | Anglia           | 30         | 3         | 5          | 1      | 1          | 0          | 0             | 0             | 36         | 4        |
| Karrier összesen | Karrier összesen | Karrier összesen | 288        | 135       | 5          | 1      | 1          | 0          | 12            | 5             | 306        | 141      |

## Külső hivatkozások
- Christian Benítez pályafutásának statisztikái a Soccerbase oldalon (angolul)

- Christian Benítez adatlapja a MedioTempo.com-on
- Christian Benítez adatlapja az EcuaFutbol.org-on
- Chrsitan Benítez adatlapja a Birmingham City honlapján